# استان سانچز کاریون
استان سانچز کاریون (به اسپانیایی: Provincia de Sánchez Carrión) یک منطقهٔ مسکونی در پرو است که در منطقه لا لیبرتاد واقع شده‌است.
 استان سانچز کاریون ۲٬۴۸۶٫۳۸ کیلومتر مربع مساحت و ۱۴۴٬۴۰۵ نفر جمعیت دارد.